# Gila (râu)
Gila este un râu cu lungimea de 1044 km situat în sud-vestul Statelor Unite ale Americii. Râul izvorăște în statul New Mexico și se varsă în fluviul Colorado la Yuma, Arizona.
Râul a fost o parte importantă a graniței dintre Statele Unite și Mexic, fiind granița naturală dintre aceste două țări între 1848 și 1853.
În 1853, treimea de sud a statului Arizona de azi, acoperind o suprafață de circa 77.000 km2, situată la sud de valea râului Gila, a fost cumpărată de Statele Unite în schimbul sumei de 10 milioane dolari în aur.

## Alte utilizări ale numelui Gila
Denumirea Gila o mai poartă și
- comitatul omonim, Gila (în engleză Gila County)
- un lanț muntos din Arizona (Gila Mountains) (altitudine maximă, 2.021 m; suprafață 2.750 km²)
- o șopârlă (în latină Heloderma suspectum) numită și „Monstrul Gila”

## Alte denumiri ale râului
- Akee-mull
- Apache de Gila
- Brazo de Miraflores
- Cina`ahuwipi
- Hah-quah-sa eel
- Hela River
- Jila River
- Rio Azul
- Rio Gila
- Rio de las Balsas
- Rio del Nombre Jesus
- Rio del los Apostoles
- Zila River
- Xila River